# Kenneth Jonsson
Kenneth Jonsson (* 1950 in Filipstad) ist ein schwedischer Archäologe und Numismatiker.

## Leben
Kenneth Jonsson wurde nach Studium an der Universität Lund (fil.kand. 1973) 1987 als Schüler von Brita Malmer an der Universität Stockholm promoviert, wo er seit 1990 Dozent ist. Nach Arbeit am Münzkabinett in Stockholm und bei der Auktionsfirma Ahlström folgte 1988 bis 1992 Tätigkeit als Forschungsassistent am Humanistisk-samhällsvetenskapliga forskningsrådet. Seit 1992 ist er Professor für Numismatik und Geldgeschichte an der Universität Stockholm als Nachfolger von Brita Malmer und Inhaber der Gunnar Ekström Professur für Numismatik und Geldgeschichte. Die Professur ist eine Stiftungsprofessur der Gunnar Ekströms stiftelse för numismatisk forskning und ist dem Institut für Archäologie zugeordnet.
Der Forschungsschwerpunkt liegt bei der Erforschung der Münz- und Geldgeschichte Nordeuropas im Mittelalter. Seit 2003 publiziert er die Zeitschrift Myntstudier im Internet.

## Schriften
- The New Era. The Reformation of the Late Anglo-Saxon Coinage (= Commentationes de nummis saeculorum IX–XI in Suecia repertis. Nova Series 1). Kungliga Myntkabinettet u. a., Stockholm 1987, ISBN 91-7192-709-3 (Zugleich: Stockholm, Universität, Dissertation, 1987).
- Viking-Age Hoards and Late Anglo-Saxon Coins. A Study in Honour of Bror Emil Hildebrand's Anglosachsiska Mynt. GOTAB, Stockholm 1987, ISBN 91-7260-638-X.
- als Herausgeber mit Brita Malmer: Sigtuna Papers. Proceedings of the Sigtuna Symposium on Viking-Age Coinage 1–4 June 1989 (= Commentationes de nummis saeculorum IX–XI in Suecia repertis. Nova Series 6). Kungliga Vitterhets Historie och Antikvitets Akademien u. a., Stockholm 1990, ISBN 91-7192-804-9.
- als Herausgeber: Studies in Late Anglo-Saxon Coinage. In Memory of Bror Emil Hildebrand (= Numismatiska meddelanden. 35). Svenska Numismatiska Föreningen, Stockholm 1990, ISBN 91-85204-10-2.

| Personendaten    | Personendaten           |
| ---------------- | ----------------------- |
| NAME             | Jonsson, Kenneth        |
| KURZBESCHREIBUNG | schwedischer Archäologe |
| GEBURTSDATUM     | 1950                    |
| GEBURTSORT       | Filipstad               |